# Огаденски рат
Огаденски рат је био осмомесечни рат између Сомалије и Етиопије, који се водио претежито на подручју етиопског региона Огаден. Рат је завршио повлачењем сомалских снага са етиопске територије и проглашењем примирја.

## Узроци рата
У југоисточном етиопском региону Огаден живела је знатна популација муслиманских Сомалаца. Тај део Етиопија је добила 1897. године после битке код Адве. Осамостаљењем Сомалије 1960. године, односно спајањем италијанског Сомалиланда и Британске Сомалије, спорадични сукоби дуж границе почели су 1962. године. Већег оружаног сукоба није било. Године 1969. у Сомалији је на власт дошао пуковник Сијад Баре, који је 1976. прогласио Сомалију социјалистичком државом. Сомалија је тако почела да прима помоћ од Совјетског Савеза.

## Почетак и ток рата
На подручју Огадена дејствовала је герилска организација, звана Фронт за ослобођење Западне Сомалије (енгл. WSLF). Фронт су основали етнички Сомалци пред крај владавине цара Хајлеа Селасија. Фронт је постао истински активан тек након доласка Дерга на власт. Искористили су обрачуне унутар Дерга и немире у Еритреји, те су у фебруару 1977. покренули низ напада на владине институције у регији. Сомалска влада Сијада Бареа омогућавала је тајно снабдевање Фронта оружјем. У међувремену је Етиопија прекинула сарадњу са Војном мисијом САД и затворила центар за комуникације у априлу 1977. године. СССР је у социјалистичкој Етиопији видео прилику да прошири властити утицај на Рогу Африке. У интересу Совјетског Савеза било је да задржи утицај над обе земље, али окршај око Огадена променио је однос снага.
У јуну 1977. године, Менгисту је оптужио сомласку владу да врши убацивање регуларних сомалских војних снага на територију Огадена, кршећи тиме суверенитет једне независне и међународно признате државе. До краја јула, Фронт за ослобођење Западне Сомалије је држао власт над 60% Огадена, што је натерало Менгистуа да затражи војну помоћ од Совјетског Савеза. Совјетски Савез је од новембра почео снабдевати Етиопију војном опремом, на што је Баре, дотадашњи совјетски савезник, исти месец одговорио раскидањем Уговора и пријатељству и сарадњи са Совјетским Савезом и протеривањем совјетских саветника. Баре је помоћ потражио код САД, чији је савезник Сомалија од тада била.
Уз помоћ совјетске војне помоћи и помоћи кубанских војника пристиглих из Анголе, етиопска војска је зауставила напредовање јединица Фронта. До краја године пристигло је до 17.000 кубанских војника, што је преокренуло превагу у рату на страну Етиопије. Тринаестог фебруара 1978. године, сомалска влада је у помоћ Фронту послала сомалске војне трупе, али су их етиопско-кубанске јединице убрзо потерале према етиопско-сомалској граници. Почетком марта, сомалска влада је решила да повуче своје трупе из Огадена, након чега је Етиопија стекла потпуну контролу над покрајином.

## Последице рата
Зближавање етиопске војне владе, Дерга, са Источним блоком имало је последице за обе стране, јер је Етиопија сада била окарактерисана као пион Совјетског Савеза и његова база за даље ширење комунизма у Африци, а Сједињене Државе су са све већим неповерењем гледале на Совјетски Савез, који је уз тадашње ангажовање у Анголи исто то учинио и у Етиопији.
У овом осетљивом раздобљу Детанта, влада САД била је уверена како их СССР изиграва, те искориштава Детант за ширење свог утицаја у земљама Трећег света. Међутим, владајућима у Совјетском Савезу није баш био приоритет ангажовати се у тако осетљивим подручјима света, али на то их је приморала „солидарност са братским народноослободилачким покретима и антиимперијалистичким снагама“, те она као „Прва земља социјализма“, није смела разочарати припаднике светског радничког покрета ускраћивањем помоћи марксистима у Етиопији. На тај су начин владе и Етиопије и Сомалије све до краја 1980-их искориштавале своје велике савезнике како би постигле остварење својих циљева.

### Чланци
- Gebru Tareke (2000). „The Ethiopia-Somalia War of 1977 Revisited”. International Journal of African Historical Studies. 33 (3): 635—667. JSTOR 3097438.